# Терр-де-Ко
Терр-де-Ко (фр. Terres-de-Caux) — муніципалітет у Франції, у регіоні Нормандія, департамент Приморська Сена. Терр-де-Ко утворено 1 січня 2017 року шляхом злиття муніципалітетів Озувіль-Обербоск, Беннето, Бермонвіль, Фовіль-ан-Ко, Рикарвіль, Сен-П'єрр-Лаві i Сент-Маргерит-сюр-Фовіль. Адміністративним центром муніципалітету є Фовіль-ан-Ко. Населення — 4208 осіб (01.01.2021).